# Platanus rzedowskii
Platanus rzedowskii,  stablo iz roda vodoklena rašireno po meksičkim državama Tamaulipas i Nuevo Leon